# سوسوكه شيباتا
سوسوكه شيباتا (باليابانية: 柴田 壮介) (مواليد 26 مايو 2001) هو لاعب كرة قدم ياباني.

## وصلات خارجية
- سوسوكه شيباتا على موقع رابطة كرة القدم اليابانية للمحترفين (اليابانية)
- سوسوكه شيباتا على موقع قاعدة بيانات كرة القدم.إي يو (الإنجليزية)
- سوسوكه شيباتا على موقع Soccerway.com (الإنجليزية)
- سوسوكه شيباتا على موقع عالم كرة القدم.نت (الإنجليزية)